# Mordellapygium
Mordellapygium là một chi bọ cánh cứng trong họ Mordellidae.
Chi này được miêu tả khoa học năm 1930 bởi Ray.

## Các loài
Chi này gồm các loài:
- Mordellapygium elongatum Ray, 1930
- Mordellapygium philippinensis Ray, 1930